# 薛颖
薛颖（1966年5月—），女，汉族，上海人。安徽工艺贸易进出口有限公司董事长，现任安徽省政协常委。是第十一届、十二届全国人民代表大会的安徽地区代表。

## 简介
薛颖毕业于安徽省委党校经济管理专业，研究生学历，会计师职称，民革党员。其于1986年7月参加工作，历任安徽省外经贸厅主任科员，安徽凯吉通会计师事务所副所长，安徽省工艺品进出口公司副总经理、总经理。现任安徽工艺贸易进出口有限公司董事长。2008年，担任第十一届全国人民代表大会的安徽地区代表。2013年，担任第十二届全国人民代表大会的安徽地区代表。

## 荣誉称号
- 安徽省“五一劳动奖章”[3]
- “安徽省十大创业女明星”[3]
- “安徽省创业女标兵”[3]
- “安徽省劳动模范”等多项荣誉称号[3]